# 日向市
日向市（日语：／ Hyūga shi */?）是位于日本宮崎縣東北部的城市。

## 人口
| 日向市人口分布圖 |                                               |  |
| 日向市與日本全國年齡別人口分布比較圖 （2005年資料） | 日向市的年齡、男女別人口分布圖 （2005年資料） |  |
| ■紫色是日向市 ■綠色是全国 | ■藍色是男性 ■紅色是女性                       |  |
| 日向市人口變化 \| 1970年 \| 54,535人 \| \| \| 1975年 \| 60,252人 \| \| \| 1980年 \| 64,948人 \| \| \| 1985年 \| 65,547人 \| \| \| 1990年 \| 64,431人 \| \| \| 1995年 \| 64,341人 \| \| \| 2000年 \| 64,186人 \| \| \| 2005年 \| 63,555人 \| \| \| 2010年 \| 63,223人 \| \| \| 2015年 \| 61,761人 \| \| \| 2020年 \| 59,629人 \| \| |                                               |  |
| 資料來源：日本總務省統計中心提供之人口普查數據 |                                               |  |
| 1970年 | 54,535人                                      |  |
| 1975年 | 60,252人                                      |  |
| 1980年 | 64,948人                                      |  |
| 1985年 | 65,547人                                      |  |
| 1990年 | 64,431人                                      |  |
| 1995年 | 64,341人                                      |  |
| 2000年 | 64,186人                                      |  |
| 2005年 | 63,555人                                      |  |
| 2010年 | 63,223人                                      |  |
| 2015年 | 61,761人                                      |  |
| 2020年 | 59,629人                                      |  |

## 歷史

### 年表
- 1587年：首次出現在正史的紀錄上，當時室町幕府的和陸使從豐後水道南下，曾在細島（日语：細島）停留。
- 1692年：細島、富高、日知屋等六個地區從原屬延岡藩改成為幕府直屬領（天領），同時設置了細島出張陣屋。
- 1868年：實施府藩縣三治制（日语：府藩県三治制），由天領改設為富高縣。
- 1868年：富高縣被併入日田縣。
- 1871年11月14日：第一次府縣，改隸屬美美津縣。
- 1873年1月15日：美美津縣和都城縣合併為宮崎縣が。
- 1889年5月1日：實施町村制，現在的轄區在當時分屬： 東臼杵郡細島町（日语：細島）、富高村、岩脇村、東鄉村、兒湯郡美美津村。
- 1898年10月26日：美美津村改制為美美津町（日语：美々津）。
- 1921年10月1日：富高村改制為富高町。
- 1937年10月1日：細島町和富高町合併為新設置的富島町。
- 1951年4月1日：富島町和岩脇合併為日向市。
- 1955年1月1日：美美津町被併入。
- 1969年4月1日：東鄉村改制為東鄉町（日语：東郷町_(宮崎県)）。
- 2006年2月25日：東鄉町被併入。

| 1889年以前 | 1889年5月1日 | 1889年 - 1944年               | 1889年 - 1944年               | 1945年 - 1954年               | 1955年 - 1989年           | 1989年 - 2006年          | 現在   |
| ---------- | ------------ | ----------------------------- | ----------------------------- | ----------------------------- | ------------------------- | ------------------------ | ------ |
|            | 美美津村     | 1898年10月26日 改制為美美津町 | 1898年10月26日 改制為美美津町 | 1898年10月26日 改制為美美津町 | 1955年1月1日 併入日向市   | 日向市                   | 日向市 |
|            | 細島町       | 細島町                        | 1937年10月1日 合併為富島町    | 1951年4月1日 合併為日向市     | 1951年4月1日 合併為日向市 | 日向市                   | 日向市 |
|            | 富高村       | 1921年10月1日 改制為富高町    | 1937年10月1日 合併為富島町    | 1951年4月1日 合併為日向市     | 1951年4月1日 合併為日向市 | 日向市                   | 日向市 |
|            | 岩脇村       |                               |                               | 1951年4月1日 合併為日向市     | 1951年4月1日 合併為日向市 | 日向市                   | 日向市 |
|            | 東鄉村       | 東鄉村                        | 東鄉村                        | 東鄉村                        | 1969年4月1日 改制為東鄉町 | 2006年2月25日 併入日向市 | 日向市 |

## 交通

### 鐵路
- 九州旅客鐵道
  - 日豐本線：日向市車站 - 財光寺車站 - 南日向車站 - 美美津車站

過曾有國鐵細島線，但已於1972年2月1日停止旅客服務，成為貨物線；最終於1993年12月2日停駛。
- 細島線：日向市車站 - 伊勢濱車站 - 細島車站

### 道路
高速道路
- 東九州自動車道：日向交流道（日语：日向インターチェンジ）

## 觀光資源
景點
- 日向岬
  - 馬背
  - 心願成真的十字海（日语：願いが叶うクルスの海）
- 觀音瀑布
- 美美津城鎮街道
- 大御神社
- 妙国寺庭園（日语：妙国寺庭園）
- 日知屋城遺跡
- 立磐神社

## 教育
高等學校
- 宮崎縣立日向高等學校（日语：宮崎県立日向高等学校）
- 宮崎縣立富島高等學校（日语：宮崎県立富島高等学校）
- 宮崎縣立日向工業高等學校（日语：宮崎県立日向工業高等学校）

## 姊妹、友好都市

### 海外
- 濰坊市（中華人民共和國山東省）：於1986年2月25日締結友好都市。[2]

## 本地出身之名人
- 若山牧水：歌人
- 大暮維人：漫畫家
- 三浦浩子：漫畫家
- 日向悠二：插畫家
- 黑木知宏：前職業棒球選手
- 青木宣親：職業棒球選手
- 宮本大輔：職業棒球選手
- 江藤隆美：前政治家
- 石川恒太郎：歷史學家
- 三尾良次郎：歷史學家
- 高森文夫：詩人、前東鄉町長
- 桂歌春：落語家

## 外部連結
- （日語） 日向市觀光協會 （页面存档备份，存于）
- （日語） 日向商工会議所 （页面存档备份，存于）